# Raja brachyura
Raja brachyuraは、Raja属の一種。種小名は「短い尾」という意味。

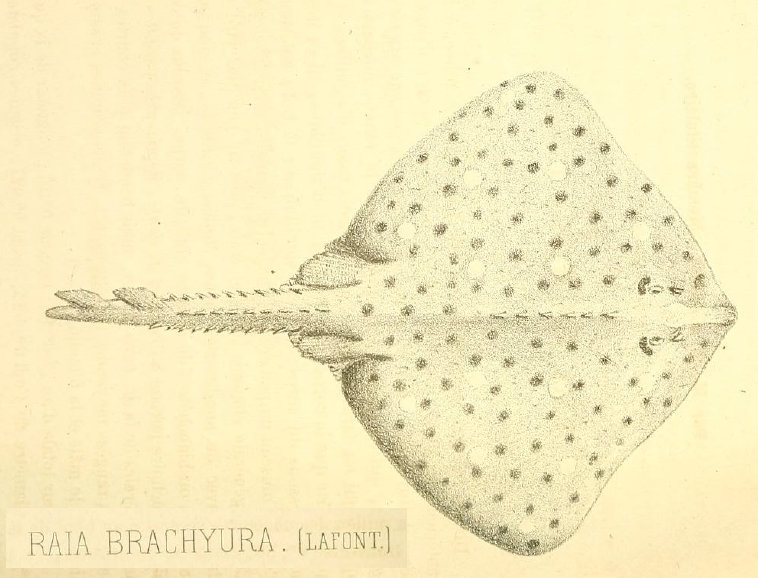
A. Lafontによるスケッチ

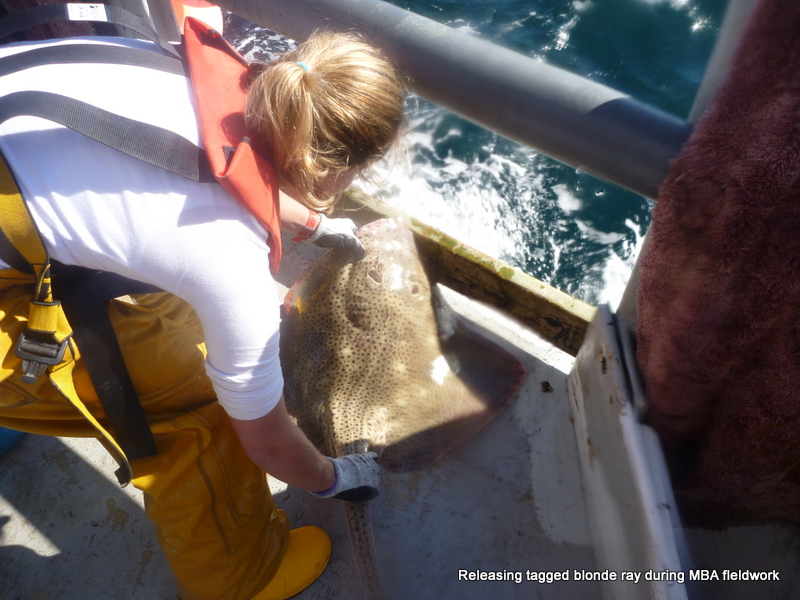
研究のためタグを付けられ再放流される個体

## 分布と生息地
シェトランド諸島からモロッコ、リオ・デ・オロ、マデイラ島までの東大西洋、地中海に分布する。水深10 - 380 mの砂泥底に生息し、幼魚は浅瀬に多い。

## 形態
体盤は菱形で、尾は短い。背面は黄土色で、縁には黒い小斑点が散らばる。アルビノや白変種も存在するが、生存への影響は不明。背面は細かい棘で覆われ、背面の正中線上には40 - 45本の棘が並ぶが、雄成魚は途中で途切れる。歯列は60 - 90列。全長は最大120 cm。アイルランドのコーヴで体重17 kgの個体が捕獲された。

## 生態
頭足類、小型の硬骨魚類、甲殻類を捕食し、主な獲物はヨーロッパエビジャコである。卵生であり、2月と8月に40 - 140個の卵を産む。卵は角に突起があり、海底に産み付けられる。8 - 10歳、全長85 - 92 cmで性成熟する。10歳では40 - 90個の卵を産む。寿命は平均15年。

## 人との関わり

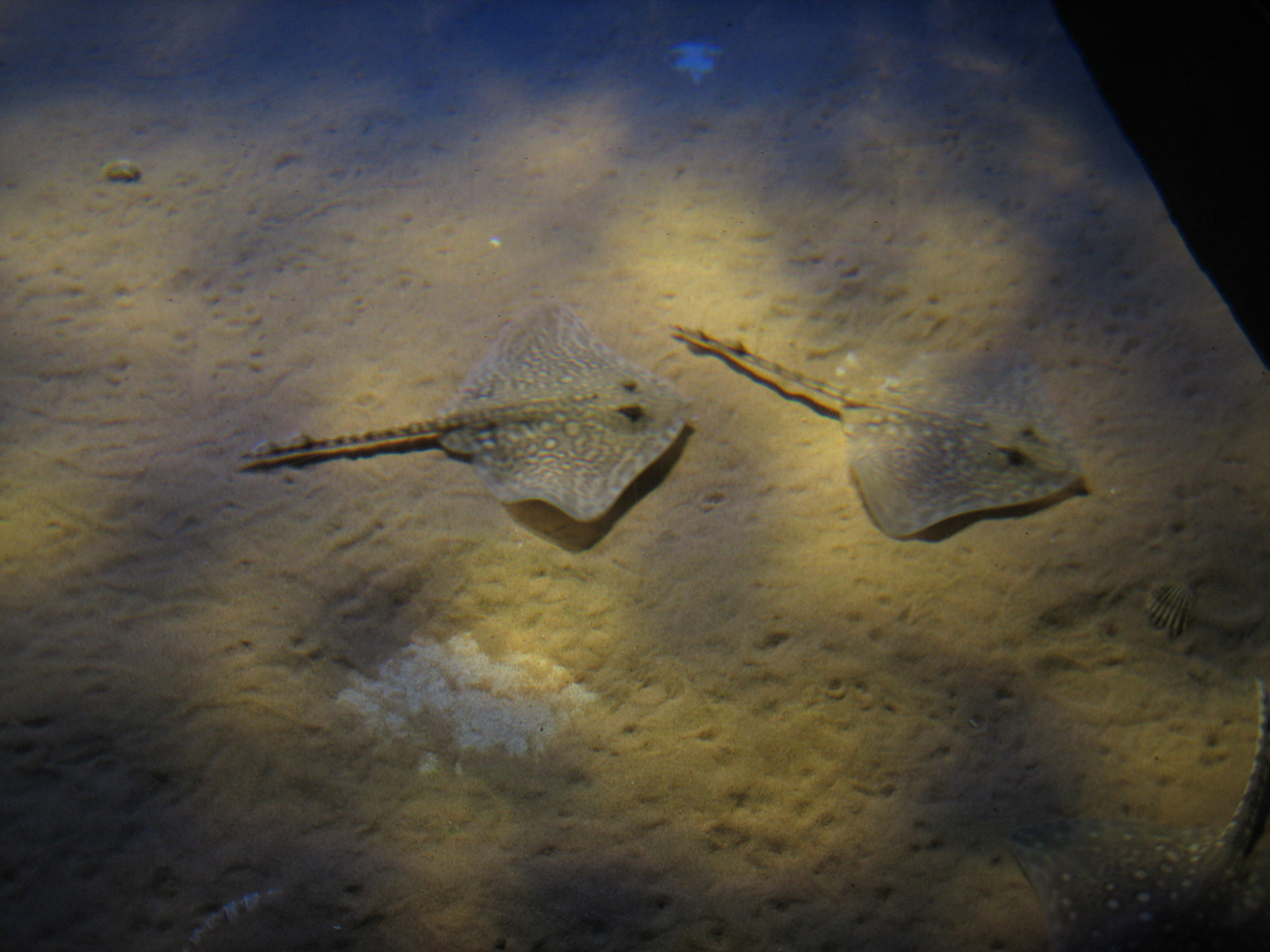
水族館の飼育個体

寿命が長く成長も遅い為、漁業の影響を受けやすい。水揚げ量は過去60年間比較的安定している。イギリスでは料理として人気であり、食用に漁獲される。幼魚は浅い場所に多い為、漁業の影響を強く受ける可能性がある。